# 2002 w filmie
Ten artykuł należy dopracować:

przedstawiono sytuację tylko z polskiej perspektywy – artykuł powinien być przekrojowy.
Pomóż go poprawić. Na stronie dyskusji mogą znajdywać się pomocne komentarze.
Wydarzenia filmowe w 2002 roku.

## Wydarzenia
- Gdynia – 27. Festiwal Polskich Filmów Fabularnych
- 30 listopada – 7 grudnia, Łódź – X Międzynarodowy Festiwal Sztuki Autorów Zdjęć Filmowych Camerimage

## Urodzili się
- 5 lutego – Davis Cleveland, amerykański aktor dziecięcy

## Zmarli
- 1 stycznia – Włodzimierz Kaczmarski, kierownik produkcji (ur. 1933)
- 1 stycznia – Stanisław Szymczyk, aktor (ur. 1930)
- 27 lutego – Spike Milligan, komik (ur. 1918)
- 27 marca – Dudley Moore, aktor (ur. 1935)
- 27 marca – Billy Wilder, amerykański reżyser filmowy (ur. 1906)
- 4 maja – Stanisław Niwiński, polski aktor (ur. 1932)
- 6 maja – Bronisław Pawlik, polski aktor (ur. 1926)
- 5 lipca – Zdzisław Mrożewski, polski aktor (ur. 1909)
- 6 lipca – John Frankenheimer, amerykański reżyser (ur. 1930)
- 9 lipca – Rod Steiger, aktor amerykański (ur. 1925)
- 17 sierpnia – Edward Dziewoński, polski aktor (ur. 1916)
- 9 października – Bruno O’Ya, aktor (ur. 1933)
- 25 października – Richard Harris, aktor amerykański (ur. 1930)
- 17 listopada – Ryszard Szczyciński, polski aktor (ur. 1921)
- 18 listopada – James Coburn, aktor amerykański (ur. 1928)

## Premiery

### Polskie
| Data            | Tytuł filmu                                  | Kraj   | Reżyseria             | Obsada |
| --------------- | -------------------------------------------- | ------ | --------------------- | --- |
| 1 lutego        | Tam i z powrotem                             | Polska | Wojciech Wójcik       | Janusz Gajos, Jan Frycz, Olaf Lubaszenko, Mirosław Baka, Edyta Olszówka                                                                                           |
| 22 lutego       | Wtorek                                       | Polska | Witold Adamek         | Paweł Kukiz, Bolec, Kinga Preis, Małgorzata Kożuchowska, Jerzy Pilch                                                                                              |
| 1 marca         | Chopin. Pragnienie miłości                   | Polska | Jerzy Antczak         | Piotr Adamczyk, Danuta Stenka, Bożena Stachura, Adam Woronowicz                                                                                                   |
| 15 marca        | Kariera Nikosia Dyzmy                        | Polska | Jacek Bromski         | Cezary Pazura, Anna Przybylska, Ewa Kasprzyk, Katarzyna Figura, Andrzej Grabowski Krzysztof Globisz, Krzysztof Pieczyński, Mikołaj Grabowski, Olgierd Łukaszewicz |
| 21 marca        | Tytus, Romek i A’Tomek wśród złodziei marzeń | Polska | Leszek Gałysz         | Dubbing: Marek Kondrat, Wojciech Malajkat, Piotr Gąsowski, Andrzej Chyra                                                                                          |
| 22 marca        | Męska sprawa                                 | Polska | Sławomir Fabicki      | Bartosz Idczak, Mariusz Jakus, Marek Bielecki, Katarzyna Bargiełowska                                                                                             |
| 12 kwietnia     | Avalon                                       | /      | Mamoru Oshii          | Małgorzata Foremniak, Jerzy Gudejko, Dariusz Biskupski, Bartłomiej Świderski, Władysław Kowalski                                                                  |
| 12 kwietnia     | Rób swoje, ryzyko jest twoje                 | Polska | Marian Terlecki       | Olaf Lubaszenko, Michał Milowicz, Anna Przybylska, Zbigniew Buczkowski                                                                                            |
| 12 kwietnia     | Suplement                                    | Polska | Krzysztof Zanussi     | Paweł Okraska, Monika Krzywkowska, Karol Urbański, Zbigniew Zapasiewicz                                                                                           |
| 10 maja         | Eukaliptus                                   | Polska | Marcin Krzyształowicz | Adam Ferency, Leszek Zdybał, Dorota Stalińska, Krzysztof Globisz, Renata Dancewicz                                                                                |
| 7 czerwca       | Dzień świra                                  | Polska | Marek Koterski        | Marek Kondrat, Janina Traczykówna, Michał Koterski, Joanna Sienkiewicz                                                                                            |
| 7 czerwca       | YYYreek!!! Kosmiczna nominacja               | Polska | Jerzy Gruza           | Ireneusz Grzegorczyk, Janusz Rewiński, Wojciech Cygan, Piotr Zelt, Henryk Talar                                                                                   |
| 14 czerwca      | 40 dni i 40 nocy                             | /      | Michael Lehmann       | Josh Hartnett, Shannyn Sossamon, Paulo Costanzo, Adam Trese, Emmanuelle Vaugier                                                                                   |
| 23 sierpnia     | E=mc²                                        | Polska | Olaf Lubaszenko       | Cezary Pazura, Olaf Lubaszenko, Agnieszka Włodarczyk, Renata Dancewicz, Jan Nowicki                                                                               |
| 30 sierpnia     | Zbrodnia i kara                              | Polska | Piotr Dumała          | ---- |
| 6 września      | Pianista                                     | /      | Roman Polański        | Adrien Brody, Thomas Kretschmann, Frank Finlay, Maureen Lipman, Emilia Fox                                                                                        |
| 20 września     | Anioł w Krakowie                             | Polska | Artur Więcek          | Krzysztof Globisz, Ewa Kaim, Kamil Bera, Jerzy Trela, Beata Schimscheiner                                                                                         |
| 27 września     | Gwiazdor                                     | Polska | Sylwester Latkowski   | Bohater filmu: Michał Wiśniewski |
| 27 września     | Haker                                        | Polska | Janusz Zaorski        | Bartosz Obuchowicz, Kasia Smutniak, Piotr Miazga, Bogusław Linda, Marek Kondrat                                                                                   |
| 4 października  | Głośniej od bomb                             | Polska | Przemysław Wojcieszek | Rafał Maćkowiak, Sylwia Juszczak, Andrzej Gałła, Magdalena Schejbal                                                                                               |
| 4 października  | Zemsta                                       | Polska | Andrzej Wajda         | Roman Polański, Janusz Gajos, Andrzej Seweryn, Katarzyna Figura Daniel Olbrychski, Agata Buzek, Rafał Królikowski, Cezary Żak                                     |
| 18 października | Edi                                          | Polska | Piotr Trzaskalski     | Henryk Gołębiewski, Jacek Braciak, Jacek Lenartowicz, Grzegorz Stelmaszewski, Aleksandra Kisio                                                                    |
| 18 października | Jutro będzie niebo                           | Polska | Jarosław Marszewski   | Krzysztof Pieczyński, Aleksandra Hamkało, Rostislav Kuba, Henryk Talar                                                                                            |
| 18 października | Katedra                                      | Polska | Tomasz Bagiński       | ---- |
| 25 października | Golasy                                       | Polska | Witold Świętnicki     | Anna Pudłowska, Barbara Gąsior, Agnieszka Paśko, Irena Kołodziej, Waldemar Płotek                                                                                 |
| 8 listopada     | Sfora: Bez litości                           | Polska | Wojciech Wójcik       | Olaf Lubaszenko, Radosław Pazura, Paweł Wilczak Krzysztof Kolberger, Karolina Gruszka, Łukasz Garlicki                                                            |
| 11 listopada    | Krugerandy                                   | Polska | Wojciech Nowak        | Marcin Dorociński, Maciej Stuhr, Borys Jaźnicki, Bartosz Żukowski, Aleksandra Nieśpielak                                                                          |
| 15 listopada    | Jak to się robi z dziewczynami               | Polska | Przemysław Angerman   | Radosław Kaim, Krzysztof Prałat, Małgorzata Foremniak, Andrzej Grabowski                                                                                          |

### Premiery zagraniczne

#### styczeń
| Data        | Tytuł filmu                         | Kraj              | Reżyseria                | Obsada                                                                                  |
| ----------- | ----------------------------------- | ----------------- | ------------------------ | --------------------------------------------------------------------------------------- |
| 1 stycznia  | Scooby Doo i straszna zima pod psem | Stany Zjednoczone | Raja Gosnell             | Frank Welkern, Casey Kasem, Heather North, Nicole Jaffe                                 |
| 4 stycznia  | Człowiek, którego nie było          | /                 | Joel Coen                | Billy Bob Thornton, Frances McDormand, Michael Badalucco, James Gandolfini              |
| 4 stycznia  | D’Artagnan                          | /                 | Peter Hyams              | Justin Chambers, Catherine Deneuve, Mena Suvari, Stephen Rea, Tim Roth                  |
| 4 stycznia  | Inni                                | /                 | Alejandro Amenábar       | Nicole Kidman, Fionnula Flanagan, Christopher Eccleston, Alakina Mann, James Bentley    |
| 4 stycznia  | Jay i Cichy Bob kontratakują        | Stany Zjednoczone | Kevin Smith              | Jason Mewes, Kevin Smith, Ben Affleck, Jeff Anderson, Brian O’Halloran                  |
| 4 stycznia  | Piękna i Bestia                     | Stany Zjednoczone | Gary Trousdale Kirk Wise | Dubbing: Paige O’Hara, Robby Benson, Richard White, Jerry Orbach, David Ogden Stiers    |
| 11 stycznia | Duża mała Ania                      | /                 | Sara Sugarman            | Rachel Griffiths, Jonathan Pryce, Ioan Gruffudd, Matthew Rhys, Kenneth Griffith         |
| 11 stycznia | Mulholland Drive                    | /                 | David Lynch              | Naomi Watts, Laura Harring, Ann Miller, Dan Hedaya, Justin Theroux, Brent Briscoe       |
| 11 stycznia | Musimy sobie pomagać                | Czechy            | Jan Hřebejk              | Bolek Polívka, Anna Sisková, Csongor Kassai, Jaroslav Dusek, Martin Huba                |
| 11 stycznia | Wyścig                              | /                 | Renny Harlin             | Sylvester Stallone, Burt Reynolds, Kip Pardue, Stacy Edwards, Til Schweiger             |
| 18 stycznia | Enigma                              | /                 | Michael Apted            | Dougray Scott, Kate Winslet, Saffron Burrows, Jeremy Northam, Nikolaj Coster-Waldau     |
| 18 stycznia | Harry Potter i Kamień Filozoficzny  | /                 | Chris Columbus           | Daniel Radcliffe, Emma Watson, Rupert Grint, Richard Harris, Alan Rickman, Maggie Smith |
| 18 stycznia | Romanssidło                         | Stany Zjednoczone | Peter Chelsom            | Warren Beatty, Nastassja Kinski, Diane Keaton, Goldie Hawn, Garry Shandling             |
| 25 stycznia | Kandahar                            | /                 | Mohsen Makhmalbaf        | Ike Ogut, Nelofer Pazira, Hassan Tantai, Sadou Teymouri, Hoyatala Hakimi                |
| 25 stycznia | Vatel                               | /                 | Roland Joffé             | Gérard Depardieu, Uma Thurman, Tim Roth, Timothy Spall, Julian Glover                   |
| 25 stycznia | Za linią wroga                      | Stany Zjednoczone | John Moore               | Owen Wilson, Gene Hackman, Gabriel Macht, Charles Malik Whitfield, David Keith          |

#### luty
| Data      | Tytuł filmu                            | Kraj              | Reżyseria                               | Obsada |
| --------- | -------------------------------------- | ----------------- | --------------------------------------- | --- |
| 1 lutego  | Dzień próby                            | /                 | Antoine Fuqua                           | Denzel Washington, Ethan Hawke, Scott Glenn, Tom Berenger, Harris Yulin                                                                                               |
| 1 lutego  | Legalna blondynka                      | Stany Zjednoczone | Robert Luketic                          | Reese Witherspoon, Luke Wilson, Selma Blair, Matthew Davis, Victor Garber                                                                                             |
| 1 lutego  | Pocałunek smoka                        | /                 | Chris Nahon                             | Jet Li, Bridget Fonda, Tchéky Karyo, Max Ryan, Ric Young, Burt Kwouk                                                                                                  |
| 1 lutego  | Potwory i spółka                       | Stany Zjednoczone | Pete Docter David Silverman Lee Unkrich | Dubbing: John Goodman, Billy Crystal, Mary Gibbs, Steve Buscemi, James Coburn                                                                                         |
| 1 lutego  | Vidocq                                 | Francja           | Pitof                                   | Gérard Depardieu, Guillaume Canet, Inés Sastre, André Dussollier, Edith Scob                                                                                          |
| 8 lutego  | Centrum świata                         | Stany Zjednoczone | Wayne Wang                              | Shane Edelman, Peter Sarsgaard, Molly Parker, Karry Brown, Alisha Klass                                                                                               |
| 8 lutego  | Igraszki losu                          | Stany Zjednoczone | Peter Chelsom                           | John Cusack, Kate Beckinsale, Molly Shannon, Jeremy Piven, Bridget Moynahan                                                                                           |
| 8 lutego  | Krawiec z Panamy                       | /                 | John Boorman                            | Pierce Brosnan, Geoffrey Rush, Jamie Lee Curtis, Leonor Varela, Brendan Gleeson                                                                                       |
| 15 lutego | Nagi człowiek                          | Stany Zjednoczone | J. Todd Anderson                        | Michael Rapaport, Michael Jeter, John Carroll Lynch, Arija Bareikis, Rachael Leigh Cook                                                                               |
| 15 lutego | Władca Pierścieni: Drużyna Pierścienia | /                 | Peter Jackson                           | Elijah Wood, Sean Astin, Billy Boyd, Dominic Monaghan, Ian Holm, Viggo Mortensen Ian McKellen, Liv Tyler, Orlando Bloom, Sean Bean, Christopher Lee, John Rhys-Davies |
| 15 lutego | Wojownik                               | /                 | Asif Kapadia                            | Irrfan Khan, Puru Chibber, Aino Annuddin, Manoj Mishra, Nanhe Khan |
| 22 lutego | Droga przez życie                      | Stany Zjednoczone | Keith Melton                            | Ian McKellen, Nicky Dewhurst, Brian Dewhurst, Anait Karagyezyan, Chris Van Wagenen                                                                                    |
| 22 lutego | Klątwa skorpiona                       | /                 | Woody Allen                             | Woody Allen, Dan Aykroyd, Helen Hunt, Charlize Theron, David Ogden Stiers                                                                                             |
| 22 lutego | Płytki facet                           | /                 | Bobby Farrelly Peter Farrelly           | Gwyneth Paltrow, Jack Black, Jason Alexander, Joe Viterelli, Rene Kirby                                                                                               |
| 22 lutego | Twarda laska                           | /                 | Dennis Dugan                            | Steve Zahn, Jack Black, Jason Biggs, Amanda Peet, Amanda Detmer, R. Lee Ermey                                                                                         |
| 22 lutego | Yamakasi                               | Francja           | Ariel Zeitoun Julien Seri               | Châu Belle Dinh, Williams Belle, Malik Diouf, Yann Hnautra, Guylain N'Guba-Boyeke                                                                                     |

#### marzec
| Data     | Tytuł filmu                   | Kraj              | Reżyseria                        | Obsada                                                                                |
| -------- | ----------------------------- | ----------------- | -------------------------------- | ------------------------------------------------------------------------------------- |
| 1 marca  | Piękny umysł                  | Stany Zjednoczone | Ron Howard                       | Russell Crowe, Ed Harris, Jennifer Connelly, Christopher Plummer, Paul Bettany        |
| 1 marca  | Spotkanie z Jezusem           | /                 | Derek W. Hayes Stanislav Sokolov | Dubbing: Ralph Fiennes, Michael Bryant, Julie Christie, Rebecca Callard, James Frain  |
| 8 marca  | Crossroads – Dogonić marzenia | Stany Zjednoczone | Tamra Davis                      | Britney Spears, Anson Mount, Zoe Saldaña, Taryn Manning, Dan Aykroyd                  |
| 8 marca  | Godziny szczytu 2             | Stany Zjednoczone | Brett Ratner                     | Jackie Chan, Chris Tucker, John Lone, Zhang Ziyi, Roselyn Sánchez                     |
| 8 marca  | Gusta i guściki               | Francja           | Agnès Jaoui                      | Anne Alvaro, Jean-Pierre Bacri, Alain Chabat, Agnès Jaoui, Gérard Lanvin              |
| 15 marca | 3000 mil do Graceland         | Stany Zjednoczone | Demian Lichtenstein              | Kurt Russell, Kevin Costner, Courteney Cox, Christian Slater, Kevin Pollak            |
| 15 marca | Kroniki portowe               | Stany Zjednoczone | Lasse Hallström                  | Kevin Spacey, Julianne Moore, Judi Dench, Cate Blanchett, Pete Postlethwaite          |
| 15 marca | Vanilla Sky                   | Stany Zjednoczone | Cameron Crowe                    | Tom Cruise, Penélope Cruz, Cameron Diaz, Kurt Russell, Jason Lee, Tilda Swinton       |
| 15 marca | Z piekła rodem                | Stany Zjednoczone | Albert Hughes Allen Hughes       | Johnny Depp, Heather Graham, Ian Holm, Robbie Coltrane, Ian Richardson                |
| 22 marca | Genialny klan                 | Stany Zjednoczone | Wes Anderson                     | Gene Hackman, Anjelica Huston, Ben Stiller, Gwyneth Paltrow, Luke Wilson, Owen Wilson |
| 22 marca | Helikopter w ogniu            | Stany Zjednoczone | Ridley Scott                     | Josh Hartnett, Ewan McGregor, Tom Sizemore, Eric Bana, William Fichtner, Ewen Bremner |
| 22 marca | Kate i Leopold                | Stany Zjednoczone | James Mangold                    | Meg Ryan, Hugh Jackman, Liev Schreiber, Breckin Meyer, Natasha Lyonne                 |
| 22 marca | Tabu                          | /                 | Nagisa Ōshima                    | Takeshi Kitano, Ryūhei Matsuda, Shinji Takeda, Tadanobu Asano, Yoichi Sai             |

#### kwiecień
| Data        | Tytuł filmu                   | Kraj              | Reżyseria               | Obsada                                                                               |
| ----------- | ----------------------------- | ----------------- | ----------------------- | ------------------------------------------------------------------------------------ |
| 5 kwietnia  | Maelström                     | Kanada            | Denis Villeneuve        | Marie-Josée Croze, Jean-Nicolas Verreault, Stephanie Morgenstern, Pierre Lebeau      |
| 5 kwietnia  | Ocean’s Eleven: Ryzykowna gra | Stany Zjednoczone | Steven Soderbergh       | George Clooney, Brad Pitt, Matt Damon, Julia Roberts, Andy García, Carl Reiner       |
| 5 kwietnia  | Opiekun                       | /                 | Ralph Ziman             | Sam Neill, Gina McKee, Ulrich Thomsen, Om Puri, Marek Vasut                          |
| 5 kwietnia  | Teraz albo nigdy              | Niemcy            | Lars Büchel             | Gudrun Okras, Elisabeth Scherer, Christel Peters, Vladimir Weigl, Imke Büchel        |
| 12 kwietnia | Kolory raju                   |                   | Majid Majidi            | Hossein Mahjoub, Mohsen Ramezani, Salameh Feyzi, Farahnaz Safari, Elham Sharifi      |
| 12 kwietnia | Piotruś Pan: Wielki powrót    | /                 | Robin Budd Donovan Cook | Dubbing: Harriet Owen, Blayne Weaver, Corey Burton, Jeff Bennett, Kath Soucie        |
| 12 kwietnia | Plotka                        | Francja           | Francis Veber           | Daniel Auteuil, Gérard Depardieu, Thierry Lhermitte, Michèle Laroque, Jean Rochefort |
| 12 kwietnia | Zawód: Szpieg                 | /                 | Tony Scott              | Robert Redford, Brad Pitt, Catherine McCormack, Stephen Dillane, Larry Bryggman      |
| 19 kwietnia | K-PAX                         | /                 | Iain Softley            | Kevin Spacey, Jeff Bridges, Mary McCormack, Alfre Woodard, David Patrick Kelly       |
| 19 kwietnia | Na własną rękę                | Stany Zjednoczone | Andrew Davis            | Arnold Schwarzenegger, Francesca Neri, Elias Koteas, Cliff Curtis, John Leguizamo    |
| 19 kwietnia | On, ona i on                  | /                 | Ferzan Özpetek          | Margherita Buy, Stefano Accorsi, Serra Yilmaz, Gabriel Garko, Erika Blanc            |
| 19 kwietnia | Przystanek miłość             | Stany Zjednoczone | Eric Bross              | Lance Bass, Joey Fatone, Emmanuelle Chriqui, GQ, James Bulliard                      |
| 26 kwietnia | Bóg jest wielki, a ja malutka | Francja           | Pascale Bailly          | Audrey Tautou, Édouard Baer, Julie Depardieu, Catherine Jacob, Philippe Laudenbach   |
| 26 kwietnia | Król Skorpion                 | /                 | Chuck Russell           | Dwayne Johnson, Steven Brand, Michael Clarke Duncan, Kelly Hu, Bernard Hill          |
| 26 kwietnia | Monsunowe wesele              | /                 | Mira Nair               | Naseeruddin Shah, Lillete Dubey, Shefali Shetty, Vijay Raaz, Tillotama Shome         |

#### maj
| Data    | Tytuł filmu                       | Kraj              | Reżyseria           | Obsada |
| ------- | --------------------------------- | ----------------- | ------------------- | --- |
| 1 maja  | Wojna Harta                       | Stany Zjednoczone | Gregory Hoblit      | Bruce Willis, Colin Farrell, Terrence Howard, Cole Hauser, Marcel Iures                                                                                     |
| 10 maja | Dziewczyna na urodziny            | /                 | Jez Butterworth     | Nicole Kidman, Ben Chaplin, Vincent Cassel, Mathieu Kassovitz, Kate Lynn Evans                                                                              |
| 10 maja | Dorwać Cartera                    | Stany Zjednoczone | Stephen T. Kay      | Sylvester Stallone, Miranda Richardson, Rachael Leigh Cook, Michael Caine, Mickey Rourke                                                                    |
| 10 maja | Fanatyk                           | Stany Zjednoczone | Henry Bean          | Ryan Gosling, Peter Meadows, Garret Dillahunt, Kris Eivers, Joel Garland, Billy Zane                                                                        |
| 10 maja | Gosford Park                      | /                 | Robert Altman       | Maggie Smith, Michael Gambon, Kristin Scott Thomas, Camilla Rutherford, Charles Dance Geraldine Somerville, Tom Hollander, Natasha Wightman, Jeremy Northam |
| 10 maja | Showtime                          | /                 | Tom Dey             | Robert De Niro, Eddie Murphy, Rene Russo, Frankie Faison, Zaid Farid                                                                                        |
| 10 maja | Teren prywatny                    | Stany Zjednoczone | Harold Becker       | John Travolta, James Lashly, Teri Polo, Vince Vaughn, Steve Buscemi                                                                                         |
| 16 maja | Gwiezdne wojny – Atak klonów      | Stany Zjednoczone | George Lucas        | Ewan McGregor, Natalie Portman, Hayden Christensen, Christopher Lee, Samuel L. Jackson                                                                      |
| 17 maja | Ultimate X                        | Stany Zjednoczone | Bruce Hendricks     | ---- |
| 17 maja | Wina Woltera                      | Francja           | Abdellatif Kechiche | Sami Bouajila, Élodie Bouchez, Bruno Lochet, Aure Atika |
| 24 maja | 3 zero                            | Francja           | Fabien Onteniente   | Gérard Lanvin, Samuel Le Bihan, Lorànt Deutsch, Gérard Darmon, Ticky Holgado                                                                                |
| 24 maja | Iris                              | /                 | Richard Eyre        | Kate Winslet, Hugh Bonneville, Judi Dench, Jim Broadbent, Eleanor Bron                                                                                      |
| 24 maja | John Q                            | Stany Zjednoczone | Nick Cassavetes     | Denzel Washington, Robert Duvall, Anne Heche, James Woods, Kimberly Elise                                                                                   |
| 31 maja | Azyl                              | Stany Zjednoczone | David Fincher       | Jodie Foster, Kristen Stewart, Forest Whitaker, Dwight Yoakam, Jared Leto                                                                                   |
| 31 maja | E.T. (wersja reżyserska)          | Stany Zjednoczone | Steven Spielberg    | Dee Wallace, Henry Thomas, Peter Coyote, Robert MacNaughton, Drew Barrymore                                                                                 |
| 31 maja | Monster’s Ball: Czekając na wyrok | Stany Zjednoczone | Marc Forster        | Billy Bob Thornton, Halle Berry, Peter Boyle, Heath Ledger, Sean Combs                                                                                      |

#### czerwiec
| Data       | Tytuł filmu                       | Kraj              | Reżyseria                   | Obsada                                                                                     |
| ---------- | --------------------------------- | ----------------- | --------------------------- | ------------------------------------------------------------------------------------------ |
| 7 czerwca  | Blade: Wieczny łowca II           | /                 | Guillermo del Toro          | Wesley Snipes, Kris Kristofferson, Ron Perlman, Leonor Varela, Norman Reedus               |
| 7 czerwca  | Epoka lodowcowa                   | Stany Zjednoczone | Chris Wedge Carlos Saldanha | Dubbing: Ray Romano, John Leguizamo, Denis Leary, Goran Višnjić, Jack Black                |
| 7 czerwca  | Samotne                           | Hiszpania         | Benito Zambrano             | María Galiana, Ana Fernández, Carlos Álvarez-Nóvoa, Antonio Dechent, Paco De Osca          |
| 14 czerwca | Impostor: Test na człowieczeństwo | Stany Zjednoczone | Gary Fleder                 | Gary Sinise, Madeleine Stowe, Vincent D’Onofrio, Tony Shalhoub, Tim Guinee                 |
| 14 czerwca | Przepowiednia                     | Stany Zjednoczone | Mark Pellington             | Richard Gere, Debra Messing, Laura Linney, Will Patton, Alan Bates                         |
| 21 czerwca | Krwawa niedziela                  | /                 | Paul Greengrass             | James Nesbitt, Allan Gildea, Gerard Crossan, Mary Moulds, Tim Pigott-Smith                 |
| 21 czerwca | Spider-Man                        | Stany Zjednoczone | Sam Raimi                   | Tobey Maguire, Willem Dafoe, Kirsten Dunst, James Franco, Cliff Robertson                  |
| 28 czerwca | Belfegor – upiór Luwru            | Francja           | Jean-Paul Salomé            | Sophie Marceau, Michel Serrault, Frédéric Diefenthal, Julie Christie, Jean-François Balmer |
| 28 czerwca | Szkoła uczuć                      | Stany Zjednoczone | Adam Shankman               | Shane West, Mandy Moore, Peter Coyote, Daryl Hannah, Lauren German                         |
| 28 czerwca | Tylko jeden                       | Stany Zjednoczone | James Wong                  | Jet Li, Carla Gugino, Delroy Lindo, Jason Statham, James Morrison                          |

#### lipiec
| Data     | Tytuł filmu                       | Kraj              | Reżyseria                  | Obsada                                                                                 |
| -------- | --------------------------------- | ----------------- | -------------------------- | -------------------------------------------------------------------------------------- |
| 5 lipca  | Był sobie chłopiec                | /                 | Chris Weitz Paul Weitz     | Hugh Grant, Nicholas Hoult, Sharon Small, Toni Collette, Rachel Weisz                  |
| 5 lipca  | Lilo i Stich                      | Stany Zjednoczone | Dean DeBlois Chris Sanders | Dubbing: Daveigh Chase, Chris Sanders, Tia Carrere, David Ogden Stiers, Kevin McDonald |
| 5 lipca  | Trzynaście duchów                 | /                 | Steve Beck                 | Tony Shalhoub, Embeth Davidtz, Matthew Lillard, Shannon Elizabeth, Alec Roberts        |
| 5 lipca  | Wehikuł czasu                     | Stany Zjednoczone | Simon Wells                | Guy Pearce, Samantha Mumba, Mark Addy, Sienna Guillory, Jeremy Irons                   |
| 12 lipca | 100 dziewczyn i ja                | Stany Zjednoczone | Michael Davis              | Jonathan Tucker, Emmanuelle Chriqui, James DeBello, Katherine Heigl, Larisa Oleynik    |
| 12 lipca | Byliśmy żołnierzami               | /                 | Randall Wallace            | Mel Gibson, Madeleine Stowe, Greg Kinnear, Sam Elliott, Chris Klein                    |
| 12 lipca | Niewierna                         | /                 | Adrian Lyne                | Diane Lane, Richard Gere, Olivier Martinez, Myra Lucretia Taylor, Michelle Monaghan    |
| 19 lipca | Asterix i Obelix: Misja Kleopatra | /                 | Alain Chabat               | Gérard Depardieu, Christian Clavier, Jamel Debbouze, Monica Bellucci, Alain Chabat     |
| 19 lipca | Galapagos                         | Stany Zjednoczone | David Clark Al Giddings    | ----                                                                                   |
| 26 lipca | Prześladowca                      | Stany Zjednoczone | John Dahl                  | Steve Zahn, Paul Walker, Leelee Sobieski, Jessica Bowman, Stuart Stone                 |
| 26 lipca | Resident Evil                     | /                 | Paul W.S. Anderson         | Milla Jovovich, Michelle Rodriguez, Eric Mabius, James Purefoy, Martin Crewes          |

#### sierpień
| Data        | Tytuł filmu              | Kraj              | Reżyseria           | Obsada                                                                                       |
| ----------- | ------------------------ | ----------------- | ------------------- | -------------------------------------------------------------------------------------------- |
| 2 sierpnia  | Faceci w czerni II       | Stany Zjednoczone | Barry Sonnenfeld    | Tommy Lee Jones, Will Smith, Rip Torn, Lara Flynn Boyle, Johnny Knoxville                    |
| 9 sierpnia  | Hrabia Monte Christo     | /                 | Kevin Reynolds      | James Caviezel, Guy Pearce, Richard Harris, James Frain, Dagmara Domińczyk                   |
| 9 sierpnia  | Smakosz                  | /                 | Victor Salva        | Gina Philips, Justin Long, Jonathan Breck, Patricia Belcher, Eileen Brennan                  |
| 9 sierpnia  | Śnieżne psy              | /                 | Brian Levant        | Cuba Gooding Jr., James Coburn, Sisqó, Nichelle Nichols, M. Emmet Walsh                      |
| 9 sierpnia  | Włamanie na śniadanie    | Stany Zjednoczone | Barry Levinson      | Bruce Willis, Billy Bob Thornton, Cate Blanchett, Troy Garity, Brian F. O’Byrne              |
| 16 sierpnia | Scooby-Doo               | /                 | Raja Gosnell        | Freddie Prinze Jr., Sarah Michelle Gellar, Matthew Lillard, Linda Cardellini, Rowan Atkinson |
| 16 sierpnia | Suma wszystkich strachów | /                 | Phil Alden Robinson | Ben Affleck, Morgan Freeman, James Cromwell, Alan Bates, Ken Jenkins                         |
| 23 sierpnia | Ostrożnie z dziewczynami | Stany Zjednoczone | Roger Kumble        | Cameron Diaz, Christina Applegate, Selma Blair, Thomas Jane, Frank Grillo                    |
| 23 sierpnia | Ręka Boga                | /                 | Bill Paxton         | Bill Paxton, Matthew McConaughey, Powers Boothe, Matt O’Leary, Jeremy Sumpter                |
| 23 sierpnia | Szyfry wojny             | Stany Zjednoczone | John Woo            | Nicolas Cage, Adam Beach, Peter Stormare, Noah Emmerich, Mark Ruffalo                        |
| 30 sierpnia | Bad Company              | /                 | Joel Schumacher     | Anthony Hopkins, Chris Rock, Peter Stormare, Gabriel Macht, Kerry Washington                 |
| 30 sierpnia | Pinero                   | Stany Zjednoczone | Leon Ichaso         | Benjamin Bratt, Giancarlo Esposito, Talisa Soto, Nelson Vasquez, Michael Wright              |
| 30 sierpnia | Śmiertelna wyliczanka    | Stany Zjednoczone | Barbet Schroeder    | Sandra Bullock, Ben Chaplin, Ryan Gosling, Michael Pitt, Agnes Bruckner                      |
| 30 sierpnia | Ziemia niczyja           | /                 | Danis Tanović       | Branko Đurić, Rene Bitorajac, Filip Šovagović, Georges Siatidis, Serge-Henri Valcke          |

#### wrzesień
| Data        | Tytuł filmu                   | Kraj              | Reżyseria                    | Obsada                                                                              |
| ----------- | ----------------------------- | ----------------- | ---------------------------- | ----------------------------------------------------------------------------------- |
| 6 września  | Czarny rycerz                 | Stany Zjednoczone | Gil Junger                   | Martin Lawrence, Marsha Thomason, Tom Wilkinson, Vincent Regan, Daryl Mitchell      |
| 6 września  | Mr. Bones                     | Południowa Afryka | Gray Hofmeyr                 | Leon Schuster, David Ramsey, Faizon Love, Robert Whitehead, Jane Benney             |
| 6 września  | Stacja kosmiczna              | /                 | Toni Myers                   | ----                                                                                |
| 6 września  | Stuart Malutki 2              | Stany Zjednoczone | Rob Minkoff                  | Michael J. Fox, Geena Davis, Hugh Laurie, Jonathan Lipnicki, Anna Hoelck            |
| 6 września  | W cieniu słońca               | /                 | Walter Salles                | José Dumont, Rodrigo Santoro, Rita Assemany, Ravi Ramos Lacerda                     |
| 11 września | 11.09.01                      | /                 | Jusuf Szahin Ken Loach i in. | Maryam Karimi, Dzana Pinjo, Lionel Zizréel Guire, Vladimir Vega, Keren Mor          |
| 13 września | Afera naszyjnikowa            | Stany Zjednoczone | Charles Shyer                | Hilary Swank, Jonathan Pryce, Simon Baker, Adrien Brody, Brian Cox                  |
| 13 września | Austin Powers i Złoty Członek | Stany Zjednoczone | Jay Roach                    | Mike Myers, Beyoncé Knowles, Seth Green, Michael York, Robert Wagner, Michael Caine |
| 13 września | Niebo                         | /                 | Tom Tykwer                   | Cate Blanchett, Giovanni Ribisi, Remo Girone, Stefania Rocca, Alessandro Sperduti   |
| 13 września | The Wash: Hiphopowa myjnia    | Stany Zjednoczone | DJ Pooh                      | Anthony Albano, Dr. Dre, Tic, Lamont Bentley, Bruce Bruce, Angell Conwell           |
| 20 września | Raport mniejszości            | Stany Zjednoczone | Steven Spielberg             | Tom Cruise, Colin Farrell, Max von Sydow, Peter Stormare, Jessica Capshaw           |
| 20 września | Za drzwiami sypialni          | Stany Zjednoczone | Todd Field                   | Tom Wilkinson, Sissy Spacek, Nick Stahl, Marisa Tomei, William Mapother             |
| 20 września | Znamię                        | /                 | Tom Shadyac                  | Kevin Costner, Susanna Thompson, Joe Morton, Ron Rifkin, Kathy Bates                |
| 27 września | Nigdy więcej                  | Stany Zjednoczone | Michael Apted                | Jennifer Lopez, Bill Campbell, Tessa Allen, Juliette Lewis, Dan Futterman           |
| 27 września | Tożsamość Bourne’a            | /                 | Doug Liman                   | Matt Damon, Franka Potente, Chris Cooper, Clive Owen, Brian Cox, Julia Stiles       |

#### październik
| Data            | Tytuł filmu              | Kraj              | Reżyseria               | Obsada                                                                                 |
| --------------- | ------------------------ | ----------------- | ----------------------- | -------------------------------------------------------------------------------------- |
| 4 października  | Księżniczka i wojownik   | Niemcy            | Tom Tykwer              | Franka Potente, Benno Fürmann, Joachim Król, Lars Rudolph, Melchior Beslon             |
| 4 października  | Wieczny student          | /                 | Walt Becker             | Ryan Reynolds, Tara Reid, Tim Matheson, Kal Penn, Teck Holmes                          |
| 11 października | Don’s Plum               | /                 | R.D. Robb               | Leonardo DiCaprio, Tobey Maguire, Amber Benson, Scott Bloom, Kevin Connolly            |
| 11 października | Dragon Ball Z            | Japonia           | Shigeyasu Yamauchi      | Dubbing: Masako Nozawa, Ryô Horikawa, Takeshi Kusao, Yûko Minaguchi                    |
| 11 października | xXx                      | Stany Zjednoczone | Rob Cohen               | Vin Diesel, Asia Argento, Marton Csokas, Samuel L. Jackson, Michael Roof               |
| 18 października | 8 kobiet                 | /                 | François Ozon           | Danielle Darrieux, Catherine Deneuve, Isabelle Huppert, Emmanuelle Béart, Fanny Ardant |
| 18 października | Droga do zatracenia      | Stany Zjednoczone | Sam Mendes              | Tom Hanks, Paul Newman, Jude Law, Daniel Craig, Tyler Hoechlin                         |
| 18 października | Halloween: Powrót        | Stany Zjednoczone | Rick Rosenthal          | Jamie Lee Curtis, Brad Loree, Busta Rhymes, Bianca Kajlich, Sean Patrick Thomas        |
| 18 października | Mustang z Dzikiej Doliny | Stany Zjednoczone | Kelly Asbury Lorna Cook | Dubbing: Matt Damon, James Cromwell, Daniel Studi, Chopper Bernet, Jeff LeBeau         |
| 25 października | Czerwony smok            | /                 | Brett Ratner            | Anthony Hopkins, Edward Norton, Ralph Fiennes, Harvey Keitel, Emily Watson             |
| 25 października | Femme fatale             | Francja           | Brian De Palma          | Rebecca Romijn, Antonio Banderas, Peter Coyote, Eriq Ebouaney, Édouard Montoute        |
| 25 października | Time Out                 | Francja           | Laurent Cantet          | Aurélien Recoing, Karin Viard, Serge Livrozet, Jean-Pierre Mangeot, Monique Mangeot    |

#### listopad
| Data         | Tytuł filmu                      | Kraj              | Reżyseria                | Obsada                                                                               |
| ------------ | -------------------------------- | ----------------- | ------------------------ | ------------------------------------------------------------------------------------ |
| 1 listopada  | Jak mamę kocham, nie kłamię      | Francja           | Thomas Gilou             | Richard Anconina, José Garcia, Bruno Solo, Gilbert Melki, Gad Elmaleh                |
| 1 listopada  | Niejaki Joe                      | Stany Zjednoczone | John Pasquin             | Tim Allen, Julie Bowen, Kelly Lynch, Greg Germann, Hayden Panettiere                 |
| 8 listopada  | Atak pająków                     | /                 | Ellory Elkayem           | David Arquette, Kari Wuhrer, Scott Terra, Scarlett Johansson, Doug E. Doug           |
| 8 listopada  | Co za życie                      | Stany Zjednoczone | Stephen Herek            | Angelina Jolie, Edward Burns, Tony Shalhoub, Christian Kane, James Gammon            |
| 8 listopada  | Koniec z Hollywood               | /                 | Woody Allen              | Woody Allen, Debra Messing, Téa Leoni, George Hamilton, Treat Williams               |
| 8 listopada  | Władcy ognia                     | /                 | Rob Bowman               | Christian Bale, Matthew McConaughey, Izabella Scorupco, Gerard Butler, Scott Moutter |
| 8 listopada  | Znaki                            | Stany Zjednoczone | M. Night Shyamalan       | Mel Gibson, Joaquin Phoenix, Rory Culkin, Abigail Breslin, Cherry Jones              |
| 15 listopada | Boskie jak diabli                | /                 | Agustín Díaz Yanes       | Victoria Abril, Penélope Cruz, Demián Bichir, Fanny Ardant, Juan Echanove            |
| 15 listopada | Delfiny                          | Stany Zjednoczone | Greg MacGillivray        | ----                                                                                 |
| 15 listopada | Fanny i Aleksander               | /                 | Ingmar Bergman           | Pernilla Allwin, Bertil Guve, Börje Ahlstedt, Allan Edwall, Ewa Fröling              |
| 15 listopada | The Ring: Krąg                   | Japonia           | Hideo Nakata             | Nanako Matsushima, Miki Nakatani, Yūko Takeuchi, Hitomi Satô, Yôichi Numata          |
| 15 listopada | The Ring                         | /                 | Gore Verbinski           | Naomi Watts, Martin Henderson, David Dorfman, Brian Cox, Jane Alexander              |
| 15 listopada | Zdjęcie w godzinę                | Stany Zjednoczone | Mark Romanek             | Robin Williams, Connie Nielsen, Michael Vartan, Dylan Smith, Erin Daniels            |
| 22 listopada | K-19                             | /                 | Kathryn Bigelow          | Harrison Ford, Liam Neeson, Peter Sarsgaard, Sam Spruell, Peter Stebbings            |
| 22 listopada | Śmierć nadejdzie jutro           | /                 | Lee Tamahori             | Pierce Brosnan, Halle Berry, Toby Stephens, Rosamund Pike, Rick Yune                 |
| 22 listopada | Wojna plemników                  | /                 | Michel Gondry            | Patricia Arquette, Rhys Ifans, Tim Robbins, Hilary Duff, Peter Dinklage              |
| 29 listopada | Ali G                            | /                 | Mark Mylod               | Sacha Baron Cohen, Emilio Rivera, Gina La Piana, Dana de Celis, Dominic Delesilva    |
| 29 listopada | Mr. Deeds – Milioner z przypadku | Stany Zjednoczone | Steven Brill             | Adam Sandler, Winona Ryder, John Turturro, Allen Covert, Peter Gallagher             |
| 29 listopada | Planeta skarbów                  | Stany Zjednoczone | Ron Clements John Musker | Dubbing: Joseph Gordon-Levitt, Brian Murray, David Hyde Pierce, Emma Thompson        |
| 29 listopada | Skok                             | /                 | David Mamet              | Gene Hackman, Danny DeVito, Delroy Lindo, Sam Rockwell, Rebecca Pidgeon              |
| 29 listopada | Solaris                          | Stany Zjednoczone | Steven Soderbergh        | George Clooney, Natascha McElhone, Viola Davis, Jeremy Davies, Ulrich Tukur          |
| 29 listopada | Wielki podryw                    | Stany Zjednoczone | David Mirkin             | Sigourney Weaver, Jennifer Love Hewitt, Gene Hackman, Ray Liotta, Anne Bancroft      |

#### grudzień
| Data       | Tytuł filmu        | Kraj              | Reżyseria                    | Obsada                                                                             |
| ---------- | ------------------ | ----------------- | ---------------------------- | ---------------------------------------------------------------------------------- |
| 6 grudnia  | Afera poniżej zera | Stany Zjednoczone | Brendan Malloy Emmett Malloy | Jason London, Lee Majors, Willie Garson, Zach Galifianakis, David Koechner         |
| 6 grudnia  | Luzacy             | /                 | Dewey Nicks                  | Devon Sawa, Jason Segel, Michael C. Maronna, Jason Schwartzman, Jaime King         |
| 6 grudnia  | Niewinność         | /                 | Paul Cox                     | Julia Blake, Charles Tingwell, Kristine Van Pellicom, Kenny Aernouts, Terry Norris |
| 6 grudnia  | Wielbicielka       | Stany Zjednoczone | John Polson                  | Jesse Bradford, Erika Christensen, Shiri Appleby, Kate Burton, Clayne Crawford     |
| 13 grudnia | Dobosz             | Stany Zjednoczone | Charles Stone III            | Nick Cannon, Zoe Saldana, Orlando Jones, Leonard Roberts                           |
| 13 grudnia | Król tańczy        | /                 | Gérard Corbiau               | Benoît Magimel, Boris Terral, Tchéky Karyo, Colette Emmanuelle, Cécile Bois        |
| 13 grudnia | Śnięty Mikołaj 2   | Stany Zjednoczone | Michael Lembeck              | Tim Allen, Elizabeth Mitchell, David Krumholtz, Eric Lloyd, Judge Reinhold         |
| 20 grudnia | Bez przedawnienia  | Stany Zjednoczone | Carl Franklin                | Ashley Judd, Morgan Freeman, James Caviezel, Adam Scott, Amanda Peet               |
| 20 grudnia | Straż wiejska      | Stany Zjednoczone | Jay Chandrasekhar            | Erik Stolhanske, Jay Chandrasekhar, Steve Lemme, Kevin Heffernan, Paul Soter       |
| 27 grudnia | Smoking            | Stany Zjednoczone | Kevin Donovan                | Jackie Chan, Jennifer Love Hewitt, Jason Isaacs, Debi Mazar, Ritchie Coster        |
| 27 grudnia | Transporter        | /                 | Louis Leterrier Corey Yuen   | Jason Statham, Shu Qi, Matt Schulze, François Berléand, Ric Young                  |

## Nagrody filmowe
- Oskary
  - Najlepszy film – Chicago
  - Najlepszy aktor – Adrien Brody Pianista
  - Najlepsza aktorka – Nicole Kidman Godziny
  - Wszystkie kategorie: 75. ceremonia wręczenia Oscarów
- Festiwal w Cannes
  - Złota Palma: Pianista – reż. Roman Polański
  - Nagroda Cezara: Amelia
- Festiwal w Berlinie
  - Złoty Niedźwiedź: Hayao Miyazaki – Spirited Away: W krainie bogów
- Festiwal w Wenecji
  - Złoty Lew: Peter Mullan – Siostry magdalenki
- XXVII Festiwal Polskich Filmów Fabularnych
  - Złote Lwy: Dzień świra – reż. Marek Koterski
- X Międzynarodowy Festiwal Sztuki Autorów Zdjęć Filmowych Camerimage, Łódź
  - Złota Żaba: Krzysztof Ptak za zdjęcia do filmu Edi oraz Conrad L. Hall za zdjęcia do filmu Droga do zatracenia
  - Srebrna Żaba: Edward Lachman za zdjęcia do filmu Daleko od nieba
  - Brązowa Żaba: Denis Lenoir za zdjęcia do filmu Demonlover